# Puente de Barcas (Sevilla)
El Puente de Barcas de Sevilla fue el primer y único puente durante casi siete siglos sobre el río Guadalquivir a su paso por esa ciudad. Servía de comunicación entre el resto de la ciudad y el arrabal de Triana. Además, era necesario para llegar a la comarca del Aljarafe. Su construcción fue ordenada en 1171 por el califa almohade Abu Yaqub Yusuf.

## Antecedentes históricos
Cuando los romanos expulsaron a los cartagineses del suroeste español convirtieron a Híspalis en un importante centro portuario y amurallaron la ciudad, pero no construyeron ningún puente.
Tras la derrota de don Rodrigo por Abd al Raman II en el siglo IX, Isbylia siguió siendo un importante centro comercial y militar, pero seguía sin tener un puente. Los pasos del río más cercanos eran el Vado de las Estacas, en la actual Alcalá del Río, y el vado de Alcolea. No obstante, entre las dos orillas existía un transporte por barcas, cuando la corriente no lo impedía.

## Construcción en elsigloXII
Los almohades se caracterizaron por construir muchas infraestructuras. El califa almohade Abu Yaqub Yusuf reedificó las murallas del río en el 1169, y también acometió varias reformas urbanísticas. Entre sus obras está el alminar que posteriormente sería la Giralda. El sábado 5 de septiembre de 1171, cuando acababa de volver de un viaje a Córdoba, ordena la construcción del primer puente de la urbe. Este se terminó, con la ayuda de carpinteros y alarifes, 36 días después, el 9 de octubre, y fue inaugurado al día siguiente, el 10 de octubre.
La dificultad a la hora de construirlo fijo había obligado a hacerlo sobre barcas. Se unieron mediante cadenas de hierro varias barcas bastante altas, para que el río no las llenase. Entre ambas había cierto espacio para que pasaran las aguas. Sobre las barcas se situaron dos pasarelas de madera, una a cada lado. En los dos extremos del puente se realizaron dos pilares-base o malecones para anclar el puente a las orillas. Las cadenas del lado de Triana estaban unidas a un muro del castillo de la zona.
Según el historiador De Mena, se situaron dos muelles flotantes en sus extremos con pieles de cabra hinchadas al aire. Los muelles flotantes servían para paliar el efecto de las mareas, que en Sevilla van desde -1 metro en bajamar a 1,5 metros en pleamar aproximadamente. Las barcas estaban ancladas al fondo y sujetas entre sí por garfios de hierro y al fondo por nueve anclas con un peso de entre 6 y 9 quintales.
El historiador Antonio Herencia Ruiz dice que se construyó con 17 barcas aunque Arana de Varflora dice que fueron 11 y que se redujeron posteriormente a 10.
Por su ubicación y material debía ser constantemente reparado ya que su componente principal, la madera, tendía a pudrirse con el tiempo y la humedad, y, en ocasiones, la violencia de las inundaciones y riadas era tal -en  Francisco de Borja Palomo y Rubio Historia crítica de las riadas y grandes avenidas del Guadalquivir se citan cincuenta y seis crecidas del Guadalquivir a su paso por Sevilla desde el año 1403 al 1800-, que se llegaba a soltar el puente de barcas, aislando a Sevilla de Triana y de su entorno hasta que era factible volver a colocar de nuevo el puente en su lugar.

## Historia del puente

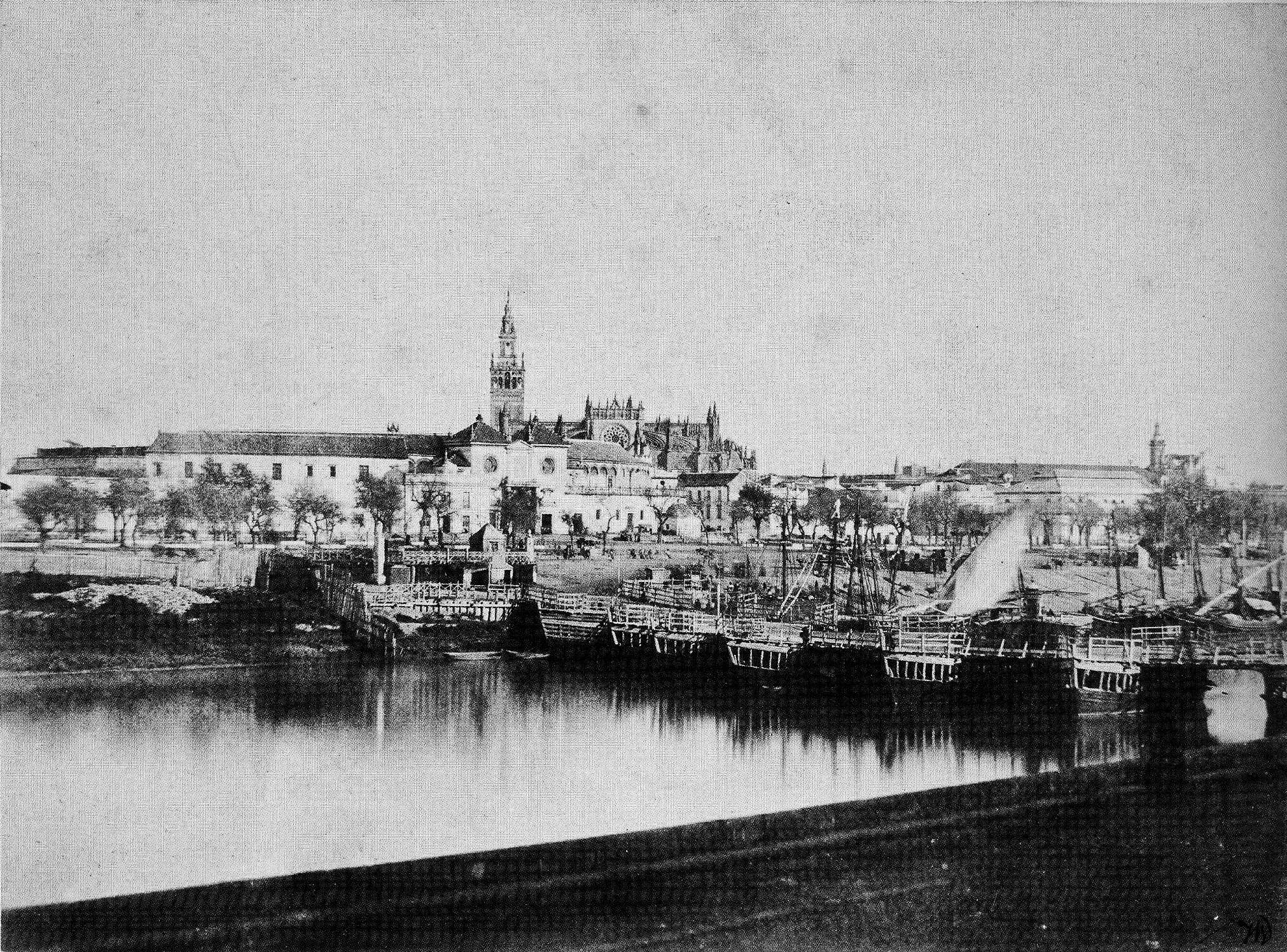
Vista del Puente de Barcas en 1851, en el emplazamiento que tuvo desde el inicio de las obras del Puente de Isabel II, en 1845, hasta su desmontaje en 1852.

El puente fue uno de los símbolos del período almohade, y era contemporáneo del acueducto de los Caños de Carmona, los Jardines de la Buhaira y el alminar de la nueva Mezquita mayor, conocida años después como la Giralda.
El 30 de julio de 1184 los soldados de Abu Yacub cruzaron el puente con el cuerpo de su jefe, herido gravemente en la batalla de Santarem y muerto en el camino de vuelta.
El Almirante de Castilla, Ramón de Bonifaz, consiguió soltarlo parcialmente de su emplazamiento durante la Reconquista de Sevilla por parte de Fernando III de Castilla el 3 de mayo de 1248, al embestirlo con  dos de sus naves más gruesas, probablemente dos carracas de carga, con sus proas reforzadas con gruesas tablas sujetas con pernos. El puente había sido reforzado para que aguantara la embestida y, aunque aguantó la primera, la segunda lo soltó. Tras la caída de la ciudad, el puente fue reparado y siguió prestando sus servicios a la ciudad.
Entre 1481 y 1781 el anejo castillo de San Jorge fue usado como prisión del Santo Oficio, por lo que por el puente también cruzaban los condenados por la Inquisición desde la fortaleza con destino al quemadero de San Diego.
El puente era el límite de los buques para avanzar por el río. Durante el Imperio español y a causa del monopolio comercial de la ciudad con Las Indias, numerosos galeones se daban la vuelta en zonas cercanas al puente, produciéndose un trayecto en el río conocido como el "compás de las naos".
En consonancia con la mejora de las infraestructuras de la urbe en el siglo XVI (por ejemplo, en 1585 se construyó en la parte oriental la suntuosa Puerta de Triana) el consejo de la ciudad solicitó a Felipe II el permiso para construir un puente de piedra con financiación de Sevilla y de otras ciudades del reino. No obstante, la idea no se llevó a cabo.
A partir del siglo XV el puente tuvo varios "conservadores". Esto se establecía por una licencia de 10 años y el adjudicatario lo mantenía en buen estado a cambio de derechos de explotación económica.
El 22 de junio de es emismo año un carabelón chocó contra el puente rompiéndolo y provocando la muerte de un par de personas. Mientras el puente estaba roto, los barqueros cobrarían grandes cantidades de dinero por cruzar a la gente y a sus animales.
En 1601 el ingeniero militar Juan de Oviedo fue Maestro Mayor de Obras de la ciudad a Juan de Oviedo. Mejoró el puente reforzando las amarras y las maromas de hierro y esparto que sujetaban las anclas. No obstante, en diciembre de 1603 la mayor riada de los últimos cien años provocó la rotura del puente. A raíz de esto los barqueros hicieron un puente provisional con 43 barcas para que la gente pudisese pasar. El puente ya había sido reconstruido en marzo y se suprimió el puente provisional. En el 1608 una gran tormenta de viento le dio la vuelta al puente y arrancó cinco almenas del castillo, que cayeron sobre él. En 1626 se produjo una gran riada que no destruyó el puente, pero sí provocó que se restringiese el paso.
Diego Hurtado de Mendoza, asistente (alcalde) de la ciudad entre 1629 y 1634, intentó que en Sevilla se construyese un puente de piedra. El entonces Maestro de Obras de la ciudad, Andrés de Oviedo, que era amigo del conde-duque de Olivares, trazó un dibujo para constuirlo 100 metros más al norte del existente, en una zona conocida como El Bañadero, donde el río tenía menor profundidad, aunque era más ancho. El puente diseñado sería de sillería almohadillada y con más de 25 arcos. Las juntas de los 9 arcos centrales se adornarían con motivos del Bajo Renacimiento. Oviedo envió una carta con su proyecto al conde-duque, junto con un dibujo del puente realizado por Alardo de Poma (hoy solo se conserva una copia de 1696 de ese dibujo, realizada por el canónigo Ambrosio de la Cuesta). El puente costaría unos 5000 ducados. No obstante, el proyecto se rechazó porque era impopular subir los impuestos para costearlo.
Por este puente cruzó el 27 de octubre de 1614 procedente de Coria del Río la embajada enviada por Date Masamune, señor de Sendai, y encabezada por Hasekura Tsunenaga con destino a la Catedral de Sevilla.
A partir de la gran riada de 1784, el ayuntamiento de Sevilla publicó unas nuevas ordenanzas por las que el puente pasó a estar bajo el control del ayuntamiento, que sustituía así al antiguo arrendador.
En agosto de 1812 tuvo lugar una batalla con un contingente español e inglés contra las tropas francesas para recapturar Sevilla, que había sido tomada los franceses. Esta batalla de la Guerra de la Independencia es conocida como la batalla de Sevilla o como batalla del Puente de Triana, y en ella fue apresado por los franceses el guerrillero escocés John Downie. En la batalla también participó el teniente coronel británico John Scrope Colquitt.
La Hermandad de la O fue, en 1830, la primera hermandad de la Semana Santa de Triana que cruzó a Sevilla para acudir en estación de penitencia a la Catedral por puente de barcas.
Al iniciarse la construcción del Puente de Isabel II en el mismo emplazamiento que ocupaba el puente de barcas, este último fue trasladado aguas abajo, en una zona próxima al Muelle de la Sal, frente a donde se encuentran hoy en día la Maestranza de Caballería y la plaza de toros de La Maestranza.
Dicho traslado se llevó a cabo el 30 de junio de 1845 con un coste 70 000 reales.
En el 1852, tras la inauguración del mencionado puente, y tras casi siete siglos de servicio y fue subastado y adjudicado por 77 070 reales de vellón para el aprovechamiento de sus materiales.